# Hypolimnas depunctata
Hypolimnas depunctata är en fjärilsart som beskrevs av Hans Fruhstorfer 1912. Hypolimnas depunctata ingår i släktet Hypolimnas och familjen praktfjärilar. Inga underarter finns listade i Catalogue of Life.